# Callistege costimacula
Callistege costimacula là một loài bướm đêm trong họ Erebidae.